# A bili smo vam dobri (2021.)
A bili smo vam dobri hrvatska je drama redatelja Branka Schmidta iz 2021. godine. Film je došao u Hrvatska kina 21. listopada 2021.

## Radnja
25 godina od Domovinskog rata, Hrvatska je daleko od ideala tadašnjih branitelja, sada nezadovoljnih ljudi ušutkanih mirovinama. Osiromašeni su, pogođeni depopulacijom i korupcijom. Nekolicinu branitelja ponovno okuplja ideja o Muzeju domovinske zahvalnosti u staroj zgradi Paromlina u središtu Zagreba. Kako je gradnja zaustavljena, veterani preuzimaju Paromlin. Policiji odgovaraju prijetnjama plinskim bocama, a specijalcima prijetnjama oružjem. Bivši zapovjednik obećava im novu lokaciju za Muzej, ali opet su izigrani. Mladići koji su stali u obranu branitelja, duboko razočarani načinom na koji se vlast odnosi prema ljudima koji su stvarali Hrvatsku, okreću se ekstremnoj desnici.

## Uloge
- Rene Bitorajac – Dinko Ćosić

- Krunoslav Belko – Fric

- Slaven Knezović – Crni
- Goran Navojec - Hunta

## Kritike
Schmidtova drama, nastala je po priči Josipa Mlakića i snimljena na vrhuncu COVID pandemije 2020., evidentno inspiriranog događajima pred Ministarstvom branitelja u Savskoj ulici u Zagrebu, kada su branitelji na vrhuncu obračuna s tadašnjom Milanovićevom Vladom i ministrom Fredom Matićem na ulice iznijeli plinske boce. Film je dobio pozitivne kritike publike i kritičara uz nagradu za najbolji scenarij na Pulskom festivalu u Puli 2021., gdje je film imao premijeru. Glavni glumac, Rene Bitorajac, također je dobio i nagradu za najbolju mušku glavnu ulogu.
Mladen Radić iz Glasa Istre pohvalio je izvedbu Bitorajca i Navojca, ali je i kritizirao trajanje filma, smatrao je da su 72 minute prekratko vrijeme za produbljivanje teme. Također je Milena Zajović iz Večernjeg Lista pohvalila ambicioznost radnje te istaknula da unatoč jakim izvedbama glumaca, kratkoća filma ostavlja likovima malo prostora da prikažu više od poznatih stereotipa.

## Nagrade i festivali
- Pulski filmski festival 2021. – Zlatna arena za scenarij